# 罗伯·金
罗伯·金（1970年—），出生于洛杉矶，是魔法门系列几乎所有音乐的创作者（同保罗·罗梅洛一起） 。 他也为索尼在线娱乐制作的无尽的任务：无序之门提供背景音乐。 在2000年早期，他是另类摇滚乐团Red Delicious的一员。
金也是格林街工作室的所有人和运营，这是一家主营收录的公司，位于谢尔曼奥克斯。 主要播放他的音乐的则是这两家平台：Shoutcast 网络电台和Last.fm。